# 鈴木恒太郎
鈴木 恒太郎（すずき つねたろう）は、幕末の幕臣、儒学者、暗殺者。高橋泥舟と山岡鉄舟の門人である。

## 生涯
小普請金集手伝・鈴木用右衛門の子として生まれる。後に蕃書調所下番となる。
伝通院塔頭処静院住職の琳瑞や当時幕府目付となっていた元水戸藩士原市之進の弟子綿引泰（東海）と接近した師匠を叛臣と呼び、批判する。
慶応3年（1867年）7月11日、依田雄太郎、弟豊次郎と江戸を出奔、上京する。
同8月14日、豊次郎、雄太郎らが原市之進を暗殺後に板倉勝静に上書を提出、自殺を試みるも失敗。数日後に死去したとされる。